# مانويل براست
كان مانويل براست رودريجيز دي يانو لاعب كرة قدم. لعب كمهاجم لنادي مدريد لكرة القدم بين عامي 1904 و1908، وبين عامي 1911 و1914.  كان عضوًا تاريخيًا في نادي مدريد لكرة القدم، ولعب دورًا محوريًا في فوز مدريد بأربعة ألقاب متتالية في كأس ملك إسبانيا بين عامي 1905 و1908، ولعب في جميع النهائيات وسجل في ثلاثة منها، بما في ذلك أهداف الفوز في نهائيات عامي 1905 و1907 وهدفين في عام 1906.  بعد تقاعده أصبح حكمًا  وكان أيضًا رجل أعمال ومالكًا لشركة عائلية تسمى كونفيتريا براست، وهي شركة حلويات أسسها والده والتي كان يعتني بها مع إخوته.
على الرغم من أن التاريخ يبدو أنه قد طمس أسطورة براس، إلا أنه كان في البدايات أحد أهم لاعبي كرة القدم الهواة لنادي مدريد لكرة القدم. حيث كان أحد المهندسين الرئيسيين لقوة الفريق الكروية في القرن العشرين وكان هداف النادي على مر العصور في وقت تقاعده في عام 1914 قبل أن يتفوق عليه العديد من معاصريه مثل سانتياغو برنابيو. 

## مسيرة اللعب
بعد أن ارتبط بشكل دائم بجمعية نادي مونكلوا لكرة القدم المجاورة، والتي كان شقيقه كارلوس  (عمدة مدريد المستقبلي) ضمن أعضاء مجلس إدارتها، كان بدلاً من ذلك أحد الأعضاء الأوائل في جمعية نادي مدريد لكرة القدم. كان أحد المهندسين الرئيسيين وراء قوة الفريق الكروية في القرن العشرين، وكان أيضًا أحد أوائل هدافي النادي ليصبح هدافه التاريخي. وظل مخلصًا للنادي حتى تقاعد في عام 1914.
لقد كان عضوًا في فريق مدريد التاريخي في القرن العشرين، والذي ضم أيضًا خوسيه بيراوندو، بيدرو باراجيس، الأخوين يارزا (مانويل وجواكين) وفيديريكو ريفويلتو. سجل براست 6 أهداف في كأس ملك إسبانيا أهمها كان في نهائي كأس ملك إسبانيا عام 1905 عندما سجل الهدف الوحيد في المباراة ليضمن اللقب الأول في تاريخ النادي. كما سجل هدفين في نهائي كأس ملك إسبانيا عام 1906 ومرة أخرى الهدف الوحيد في نهائي كأس ملك إسبانيا عام 1907، وبالتالي ساهم بشكل حاسم في فوز مدريد بأربعة ألقاب متتالية في كأس ملك إسبانيا.   فاز بخمس بطولات إقليمية في المنطقة الوسطى (البطولة التي تؤهل للكأس الوطنية) بإجمالي تسعة ألقاب رسمية خلال مسيرته.
كما لعب ثلاث مباريات مع ريال سوسيداد في موسم 1909-1910  بما في ذلك مباراة واحدة في كأس ملك إسبانيا،  والتي كانت نهائي كأس ملك إسبانيا عام 1910 (UECF) ضد أتليتيك بلباو (شارك ريال سوسيداد تحت مظلة نادٍ محلي (نادي فاسكونيا سبورتينج)؛ بسبب لوائح ذلك الوقت) ولكن على عكس أيامه في مدريد. لم يتمكن براست من التأثير على المباراة وخسر فريقه 1-0 بفضل هدف من ريميجيو إيزا.  جاءت المباراتان المتبقيتان في النسخة الافتتاحية من كأس البرانس، حيث ظهرتا في الدور نصف النهائي ضد ستاد تولوزين في ملعب أونداريتا في 17 أبريل حيث فازوا بنتيجة 8-0 . وعلى الرغم من خسارتهم في النهائي 2-1 أمام نادي برشلونة  كان هو من سجل هدف تعزية سوسيداد في الدقيقة 30 بعد تمريرة من جورج ماكجينيس. 

## مهنة التحكيم
أصبح براست حكماً لكرة القدم بعد تقاعده، وكان من بين الرجال الخمسة الذين شكلوا كلية الحكام في الاتحاد الإقليمي المركزي، والتي كانت أول كلية للحكام في إسبانيا. كان هو وجوليان رويت -من بين آخرين- أعضاء في دستور الكلية في 15 أبريل 1914 مع انتخاب براست كأول رئيس للكلية.  إلا أنه استقال من منصبه بعد بضعة أسابيع فقط في 9 مايو ليصبح أحد حكام الفئة الأولى، وكانت مهمته الأهم هي تحكيم مباريات البطولة المركزية. وبالأخص كأس ملك إسبانيا إذا أُتيحت الفرصة. جاء ليحكم مباراة كسر التعادل الحاسمة في نهائي كأس ملك إسبانيا عام 1913 بين راسينغ كلوب دي إيرون وأتلتيك كلوب، والتي انتهت بفوز إيرون 1-0. 

## الأوسمة

### ريال مدريد
- بطولة المركز الإقليمي :
  - بطل في: 1904-1905، 1905-1906، 1906-1907، 1907-1908، 1912-1913
- كأس ملك إسبانيا :
  - بطل في: 1905 ، 1906 ، 1907 ، 1908

1. ↑  In the 1911–12 season, the chronicles about the footballer are lost, the reason being unknown. The possible hypotheses were for doing military service, or for finishing his studies in إنجلترا or فرنسا like all his brothers, since it was usual for it to happen at the time, or simply for dedicating himself to the family business.

## روابط خارجية
- https://web.archive.org/web/20200113112940/http://www.leyendablanca.galeon.com/jugad4.htm